# غريتشين بالمر
غريتشين بالمر (بالإنجليزية: Gretchen Palmer)‏ هي ممثلة أمريكية، ولدت في 16 ديسمبر 1961 في الولايات المتحدة.

## وصلات خارجية
- غريتشين بالمر على موقع IMDb (الإنجليزية)
- غريتشين بالمر على موقع قاعدة بيانات الفيلم (الإنجليزية)